# Solovar
Solovar es un personaje ficticio que aparece en los cómics estadounidenses publicados por DC Comics. Solovar es un gorila y dirigente progresista de una raza de gorilas de Ciudad Gorila que apareció por primera vez como personaje secundario de Flash.
Solovar hizo su aparición en vivo en la tercera temporada de The Flash con la voz de Keith David y retratado en CGI. El personaje regresó en la sexta temporada.

## Historia de la publicación
Solovar aparece por primera vez en Flash #106. creado por John Broome y Carmine Infantino.

## Biografía ficticia del personaje
Claire Selton es desde hace muchos años, el dirigente de Ciudad Gorila, una ciudad escondida de gorilas superinteligentes. Reconocido por su sabiduría y poderes psíquicos, es un gobernante tranquilo y sin oposición, a excepción del malvado Gorila Grodd. Esta rivalidad es tan grande que hace capturar a Solovar por humanos (Haciéndose el tonto para mantener su identidad y origen en secreto). Grodd lo sigue a Ciudad Central para aprender los secretos de sus fuertes poderes mentales, teniendo éxito, pero Flash lo captura después y Solovar escapa, luego le cuenta a Flash sobre Grodd.
Ayudando en la escapada de líder gorila Solovar, van a Ciudad Gorila, siendo Flash el primer humano en saber la existencia de la ciudad y su ubicación. Esto lleva a una rivalidad entre Grodd y Flash, así como una alianza entre Flash y Solovar. Flash lo ayuda derrotando a Grodd en muchas ocasiones.
Bajo la guía de Solovar, Ciudad Gorila es una utopía tecnológica. Finalmente, decide que ya no pueden utilizar su ciencia para esconderse del mundo humano. Creyendo que problemas ecológicos y políticos del mundo no pueden ser solucionados al ignorarles, abre las fronteras de su ciudad al mundo y pide afiliación en las Naciones Unidas. Defiende la paz — entre los gorilas y humanos — y hace propuestas diplomáticas al mundo humano. La segunda visita de los EE. UU., tristemente, está truncada por su asesinato por un coche bomba letal. Mientras un grupo misterioso que él llama Movimiento de Supremacía Humano toma crédito de este acto, se hace evidente que el asesinato de Solovar a manos de grupos racistas humanos es una estrategia de Simian Escarlata, un grupo de gorilas dentro de Ciudad Gorila que busca derrocar al concejo (éstos son manipulados por Gorila Grodd).
Solovar es sucedido por su sobrino, Ulgo. Con tensiones entre los humanos y los gorilas aumentando, la JLA está invitada a Ciudad Gorila para asistir en una misión diplomática, solo para caer víctima de una emboscada. En el calor de la batalla, el ejército gorila prueba su arma nueva en los héroes, un "gorillabomb" que transforma humanos a gorilas. Mientras la JLA se retiró a su base lunar para encontrar una cura, El Príncipe Ulgo aparece ante las Naciones Unidas a formalmente declarar la guerra contra la raza humana.
Sin embargo, promete que no habrá derramamiento de sangre en la batalla, por lo que hace detonar su gorillabomb en el auditorio. Con toda la asamblea de la ONU presente en el lugar, son transformados mentalmente y físicamente en gorilas. Los héroes tienen que quedarse en sus formas de simios hasta que pueden encontrar otra manera de regresar a la normalidad.
Pero tienen mucho tiempo; el Detective Marciano telepáticamente ve la estrategia de los gorilas que están apuntando atacar varios sitios alrededor del mundo, incluyendo Themyscira (tierra de Mujer Maravilla), Atlántis (Reino de Aquaman), Ciudad Central, Blüdhaven (un suburbio de Batman Ciudad Gótica), Metrópolis (dónde vive Supermán, una de las ciudades más grandes en el DC Universo), y órbita de Tierra baja (la linterna Verde es). Los héroes parten para neutralizar el ejército de gorilas, poner fin a la guerra entre gorilas y humanos, y encontrar una manera de regresar a la normalidad.
Una vez el JLA ha conseguido sus objetivos, Ulgo es más tarde sustituido por el hijo de Solovar, Nnamdi.

## Otras versiones

### Punto de inflamación
En la realidad de Punto de inflamación, Solovar era el gobernante original de Ciudad Gorila hasta que es derrocado por Gorila Grodd.

## En otros medios

### Televisión
- Solovar apareció por primera vez en la serie animada El reto de los Super Amigos en el episodio "La venganza del gorila de la ciudad" con la voz de Michael Rye. Cuando gorila Grodd ataca ciudad gorila con la Legión del mal y fascina a los ciudadanos, Solovar se teletransporta a la Sala de Justicia para solicitar la ayuda de los super amigos.
- Solovar Volvió Aparecer en un episodio de la serie Liga de la justicia con la voz de David Ogden Stiers. En Esta versión es de piel blanca con negro. Aparece como el jefe de seguridad de Ciudad de Gorila y no como su rey, además no parece tener sus poderes mentales como en los cómics. Persigue a Gorila Grodd para evitar que este lance misiles nucleares a ciudad gorila, por lo que termina pidiendo ayuda a la liga de la justicia. Con la ayuda de todos terminan derrotando a Grodd y evitando un desastre en ciudad gorila.
- David Ogden Stiers repite como la voz de Solovar en la Liga de la Justicia Ilimitada en el episodio "Venganzas Mortales". Solovar lucha contra Gorila Grodd y la Sociedad Secreta ya que Grodd planea utilizar un artefacto robado del templo donde vivía Deadman para convertir a todos los humanos en gorilas.
- Solovar Aparece en la serie de televisión The Flash en el episodio "Attack on Gorila City", con la voz de Keith David.[4] Esta versión es un gorila blanco que es similar a Snowflake. Flash y sus amigos son descubiertos entrando sin autorización mientras buscaban a Harry Wells, Solovar y Grodd arreglan una lucha contra flash, Grodd en secreto le habla a flash a través de su amigo, afirmando que solovar intenta atacar a ciudad central. Las técnicas de Solovar y su fuerza superior abruman a flash hasta que logra derrotarlo, aunque no lo mata. Después, Grodd se declara el nuevo Rey de Ciudad Gorila y revela que ha sido el, el manipulador de todos los acontecimientos desde el principio para vengarse de la sociedad humana. En el episodio siguiente, "Attack on Central City", Solovar es reclutado por Barry para parar el ejército de Grodd mediante la reivindicación de su trono en la batalla. Solovar es persuadido por flash de no matar a Grodd después de derrotarlo en combate. Después, Solovar y sus gorilas regresan a Tierra-2 mientras Flash entrega a Grodd a A.R.G.U.S.. En el episodio  "Grodd Friended Me,"[5][6] Flash quedó atrapado en la mente de Grodd y encontró un guardián de la salida que es una copia mental de Solovar que ni siquiera dejaba salir a Barry. Tanto Flash como Grodd tuvieron que trabajar juntos para derrotar a la copia de Solovar.

### Películas
- Solovar aparece como personaje menor en la película animada Justice League: Crisis on Infinite Earths (2024).

### Videojuegos
- Solovar aparece como personaje en el videojuego de la liga de la justicia; Héroes de Liga con la voz de Nick Jameson. Esta versión está mostrada para tener piel blanca y piel gris.
- En DC Universo On-line, Flash (Barry Allen) menciona a Solovar en la instancia del laboratorio de Gorilla Grodd.
- Solovar se menciona varias veces en Injustice 2. Se menciona que fue asesinado por Gorilla Grodd para conquistar Gorilla City.
- Solovar aparece como un personaje jugable en Lego DC Super-Villains, con la voz de J. B. Blanc. Aparece por primera vez en Gorilla City, después de haber depuesto a Gorilla Grodd antes de que el equipo de Lex Luthor llegue en busca de la ayuda de Grodd. Resulta que Grodd le pidió a Luthor que se reuniera allí sin explicarle la situación para asegurarse de que Solovar no pudiera deducir el plan de Grodd al leer la mente de Luthor. Grodd luego ataca y desafía a Solovar por el trono. Con la ayuda de Luthor, Grodd sale victorioso y recupera Gorilla City.